# Мехели, Лайош
Лайош Мехели (венг. Méhely Lajos или нем. Ludwig von Méhely; 24 августа 1862 — 4 февраля 1953 или 1946) — венгерский зоолог. Исследователь фауны Венгрии и сопредельных стран, автор нескольких научных монографий и многих признанных таксонов видового и надвидового ранга.

## Биографические сведения
Родился в Венгрии в городке Kisfaludszögi (ныне Bodrogkisfalud) 24 августа 1862 года. Относительно года смерти есть противоречивые сведения. Есть расхождения по дате смерти, по венгерским данным - 4 февраля 1953 года (по другим источникам 1946 року). Поскольку в указанном издании указывают, что Л. Мехели умер в возрасте 83 лет, вероятно, правильно считать 1946 год годом смерти.
Информация об исследователе крайне ограничена. Известно, что Лайош Мехели был профессиональным зоологом, профессором университета. Окончил Будапештский университет в 1880 году, в 1885 году стал преподавателем Королевской государственной экологической гимназии в Брашове. В 1896 году стал сотрудником Венгерского национального природоведческого музея, где работал зоологом до 1912 года, а далее (до 1915) был его директором. В 1915 году стал профессором зоологии и анатомии в Королевском Венгерском Университете Петра Пазманя (Magyar Királyi Pázmány Péter Tudományegyetem) в Будапеште.
Описание герпетологической части научных исследований Л. Мехели, которые составляли постоянный интерес этого исследователя, приведен в обзоре П. Коршоша (Corsós, 2008). Упомянуты исследования герпетофауны как отдаленных стран (Гвинеи, Парагвая), так и Венгрии и Карпат. Упоминания об отдельных результатах полеотериологических (в частности относительно ископаемых свищевых грызунов), хироптерологических (исследование современных видов летучих мышей), родентологических (изучение изменчивости слепышей и мышовок), энтомологов (систематика пчелиных) и других исследований находим во всех специальных обзорах и отдельных статьях относительно фауны и систематики различных групп животных (например, Топачевский, 1969; Michener, 1997).
Во время военных событий и мировой войны стал приобщенным к политическим событиям в связи с тем, что, как редактор научного журнала «A Cél», в начале 1919 года стал участником споров по проблемам дарвинизма и расизма. После нападения на него в 1930 году отказался от членства в Венгерской академии наук, а в 1933 году, в разгар националистической идеологии в стране, он ушёл в отставку.
В 1945 году, после прихода к власти коммунистов, народный суд арестовал Л. Мехели как «военного преступника и антинародного агента». Был приговорен к пожизненному заключению. В возрасте 83 лет Лайош Мехели умер в тюрьме.

## Таксоны, описанные Лайошом Мехели
Как зоолог Л. Мехели интересовался различными группами животных, преимущественно пчёлами, крабами, земноводными, пресмыкающимися и млекопитающими. Наиболее цитируемыми в старой и современной литературе является труд Л. Мехели о летучих мышах (Méhely, 1900), грызунах семейства слепышовых (Méhely, 1909) и п. (Méhely, 1935).
Среди других новых таксонов автором описано (хронологический порядок):
- подвид степной гадюки — «венгерская луговая гадюка», Vipera ursinii rakosiensis Méhely, 1893;
- род новогвинейских амфибий (из семейства Microhylidae) — Copiula Méhely, 1901;
- род американских бесхвостых амфибий (из семейства Microhylidae) — Chiasmocleis Méhely, 1904;
- род бесхвостых амфибий (из семейства Microhylidae) — Dermatonotus Méhely, 1904 («панцирные вузькороти»);
- вид скальных ящериц — Lacerta horvathi Méhely, 1904;
- ископаемого грызуна из рода древних слепышей — Prospalax priscus Méhely, 1908;
- грызуна, известного в фауне Украины — Spalax polonicus Méhely, 1909 (syn. "Spalax zemni" Erxleben, 1777);
- близок к предыдущему виды грызунов — Spalax istricus Méhely, 1909 и Spalax antiquus Méhely, 1909 (сейчас признаются как греческие подвиды известного для Украины "Spalax graecus");
- вид скальных ящериц — Lacerta armeniaca Méhely, 1909 (армянская ящерица; теперь часто как "Darevskia armeniaca");
- два подрода грызунов семейства слепышовых — "Macrospalax" Méhely, 1909 (малые слепыши) "Microspalax" Méhely, 1909 (большие слепыши) (в современных классификациях как "Nannospalax" и "Spalax" s. str., соответственно; название "Mesospalax" Méhely, 1909 считается nom. nud. [MSW3]);
- несколько подвидов степного (понтического) слепыша ("Nannospalax leucodon" Nordmann, 1840) — "Spalax hellenicus" Méhely, 1909, "Spalax hercegovinensis" Méhely, 1909, "Spalax serbicus" Méhely, 1909, "Spalax syrmiensis" Méhely, 1909, "Spalax transsylvanivus" Méhely, 1909;
- несколько подвидов малоазийских малых слепышей ("Nannospalax" ex gr. «"leucodon"»), в частности слепыш Неринга ("Nannospalax nehringi" Satunin, 1898) — "anatolicus" Méhely, 1909, "cilicicus" Méhely, 1909, "Spalax monticola armeniacus" Méhely, 1909;
- подвид степной гадюки "Vipera ursinii macrops" Méhely, 1911;
- малоазийскую форму малых слепышей (грызуны) — Spalax turcicus Méhely, 1913;
- горную форму (возможно отдельный вид) мышовок ("Sicista" Gray, 1827) — "montana" Méhely, 1913, в состав этого же вида входит описанный Мехели еще один подвид — "tatricus" Méhely, 1913;
- триба грызунов (в пределах Arvicolidae) — Fibrini Méhely, 1914;
- три рода ископаемых грызунов (в пределах Arvicolidae) — "Apistomys" Méhely, 1914, "Pliomys" von Méhely, 1914 и "Microtomys" von Méhely, 1914 (syn. "Cromeromys" Zazhigin, 1980); в том числе их виды, среди которых — "Pliomys episcopalis" Méhely, 1914, "Microtomys pusillus" Méhely, 1914 (часто как "Mimomys pussilus") и "Mimomys petenyii" Méhely, 1914 (иногда как "Borsodia" s.l.);
- роды перепончатокрылых насекомых (палеарктические "Hylaeus") — "Abrupta" Méhely, 1935; "Auricularia" Méhely, 1935, "Barbata" Méhely, 1935, "Campanularia" Méhely, 1935, "Dentigera" Méhely, 1935, "Fasciata" Méhely, 1935, "Impeifecta" Méhely, 1935, "Navicularia" Méhely, 1935, "Pectinata" Méhely, 1935, "Spatidaria" Méhely, 1935, "Thchota" Méhely, 1935.

Кроме того, среди выдающихся заслуг Л. Мехели стоит отметить разнообразные реклассификации, принятые до сих пор. Как примеры: многочисленные цитирования авторства ряда биноменов (согласований родовых и видовых названий): европейские ночницы "Myotis daubentonii" Méhely, 1900 comb. nov. и американские пергачі "Eptesicus fuscus" Méhely, 1900 comb. nov. (оба таксоны — бывшие "Vespertilio" s.l.).

## Признание
В честь исследователя названо несколько новых таксонов (насекомые — за Michener, 1997):
- род пчел Mehelya Popov, 1939: 167, not Csiki, 1903, replacement for "Barbara" Mehely, 1935. Type species: "Prosopis friesei" Mfken [recte Afker?], 1904, by original designation. ["Prosopis"]. See "Mehelyana". Hylaeinae.
- род пчел Mehelyana Sandhouse, 1943: 569, replacement for "Barbara" Mehely, 1935, and "Mehelya" Popov, 1939. Type species: "Prosopis friesei" A\fker\. 1904. autobasic. Hylaeinae.
- вид летучих мышей Rhinolophus mehelyi Matschie, 1910 — подковонос Мегели.

## Известные научные труды Лайоша Мехели
- Méhely L. 1897a. Zur Herpetologie von Ceylon. — Természetrajzi Füzetek 20: 55-70.
- Méhely L. 1897b. Újabb adatokÚj-Guinea herpetológiájához. (Further contributions to the of herpetology New-Guinea.) — Természetrajzi Füzetek 20: 398-409, 409-419.
- Méhely L. 1898. An account of the Reptiles and Batrachians collected byMr. Lewis Bíró in New-Guinea. — Természetrajzi Füzetek 21: 165-178.
- Méhely L. 1900. Monographia chiropterorum Hungariae [Монография летучих мышей Венгрии]. — Budapest: Nationaimuseum, 1900. — 372 p. [название на венгерском: Magyarország denevéreinek monographiája]. >>> >>> pdf/djvu
- Méhely L. 1901a. Adatok az új-guineai szûkszájú (Engystomatidae) békák ismeretéhez. (Beiträge zur Kenntnis der Engystomatiden von Neu-Guinea.) — Természetrajzi Füzetek 24: 169-216, 216-271.
- Méhely L. 1901b. Csúszómászók és kétéltûek. (Reptilien und Amphibien) / Horváth G. (ed.): Zichy Jenõ gróf harmadik ázsiai utazásának állattani eredményei. II. (Zoologische Ergebnisse der dritten asiatischen Forschungsreise des Grafen Eugen Zichy. II.) — Viktor Hornyánszky, Budapest & Karl w. Hiersemann, Leipzig, pp. 43–68.
- Méhely L. 1902. Csúszómászók és kétéltûek. [Reptilians and amphibians.] // Horváth, G. (ed.): A Magyar Nemzeti Múzeum Állattára. I. Az állattár története. [Department of Zoology of the Hungarian Natural History Museum. I. The history of the Department.] Hungarian National Museum, Budapest, pp. 234–236.
- Méhely L. 1904. Investigations on Paraguayan Batrachians. — Annales historico-naturales Musei nationalis hungarici 2: 207-232.
- Méhely L. 1909. Species generis Spalax. Die arten der blindmäuse in systematischer und phylogenetische Безиехунг [Виды рода Spalax: виды слепышей в систематических и филогенетических взаимоотношениях] // Mathematische naturwissenschaftliche und Berichte aus Ungarn, 28: 1-390; 28: pls. 1-33. [венгерском: A földikutyák fajai származástani és rendszertani tekintetben].
- Méhely L., von, 1909. Materialien zu einer Systematik und Phylogenie der Muralis-ahnlichen Lacerten // Ann. Hist. Nat. Musei Natl. Hung. 7: 409-621.
- Méhely L. 1911. A Természetrajzi Múzeum jelene és jövõje. [Present and future of the Natural History Museum.] — Budapesti Szemle 146: 417-434.
- Méhely L., von, 1913. Die streifenmäuse (Sicistinae) Europas [Мишовки (Sicistinae) Европы] // Annales Historico-Naturales Musei Nationalis Hungarici, 11: 220-256. [венгерском: «Magyarország csikós-egerei»; по некоторым источникам труд издан в: «Mathem. és Term. tud. Közlem. 31 (1): 3-4»].
- Méhely L., von, 1914. Fibrinae Hungariae. Die ternären und quaternären wur zelzähnigen Wühlmäuse Ungarns // Ann. Hist. Natur. Mus. Nat. Hung. Bd. 12. S. 155-243.
- Mehely L., 1935. Naturgeschlchte der Urbienen. Budapest: Stephaneum Nyomda és Könyvkiadó. 214 pp., 60 pis.
- другие труды Л. Мехели на венгерском языке:
  - Magyarország barnabékái (1892),
  - A Barcaság herpetológiai viszonyai (1892),
  - Magyarország kurta-kígyói (1895) [гадюки Венгрии],
  - Az ősméhek természetrajza (1936).

## Зоологические обзоры на Украине, в которых цитируют труда Л. Мехели
- Абеленцев В. И., Пидопличко И. Г., Попов Б. Н. Общая характеристика млекопитающих. Насекомоядные, рукокрылые. — Киев: Наукова думка, 1956. — 448 с. — (Фауна Украины. Том 1, вып. 1). >>> html + pdf
- Загороднюк И. Обзор рецентных таксонов Muroidea (Mammalia), описанных с территории Украины (1777-1990) // Вестник зоологии. — 1992. — Том 26, № 2. — С. 39-48. >>> pdf
- Загороднюк И. Библиография относительно фауны летучих мышей Украины // Европейская ночь летучих мышей '98 в Украине. — Киев, 1998. — С. 184-197. — (Труды Териологической школы, выпуск 1). >>> pdf
- Загороднюк И.  Таксономия и номенклатура немишовидних грызунов фауны Украины // Сборник трудов Зоологического музея. — Киев, 2008-2009. — № 40. — С. 147-185. >>> pdf
- Коробченко Н., Загороднюк И. Таксономия и уровни дифференциации слепышей (Spalacidae) фауны Украины и сопредельных стран // Научный вестник Ужгород. ун-ту. Серия Биология. — 2009. — Вып. 26. — С. 13-26. >>> pdf
- Татаринов К. А. Звери западных областей Украины (Материалы к изучению фауны Украинской ССР). — Киев: Изд-во Академии наук Украинской ССР, 1956. — 188 с. >>> html
- Топачевский В. А. Слепышовые (Spalacidae). — Ленинград: Наука, 1969. — 248 с. — (Фауна СССР. Том 3. Млекопитающие. Выпуск 3).